# Ланг, Саския
Саския Ланг (нем. Saskia Lang; род.19 декабря 1986, Лёррах) — немецкая гандболистка, левая защитница клуба «Тюрингер» и сборной Германии.

## Биография
Ранее выступала за немецкие клубы «Гренцах» и «Бломберг-Липпе», а также за швейцарский «Брюль» из Санкт-Галлена. В сборной дебютировала 27 ноября 2010 в матче против сборной Австрии в Бад-Вильдунгене. В 53 играх забила 40 голов. По образованию медиаконструктор.